# Могок (округ Монтгомері, Нью-Йорк)
Могок (англ. Mohawk) — місто (англ. town) в США, в окрузі Монтгомері штату Нью-Йорк. Населення — 3572 особи (2020).

## Демографія
Згідно з переписом 2010 року, у місті мешкали 3844 особи в 1528 домогосподарствах у складі 1043 родин. Було 1643 помешкання
Расовий склад населення:
| - 97,7 % — білих - 0,5 % — азіатів - 0,4 % — чорних або афроамериканців - 0,2 % — корінних американців |

До двох чи більше рас належало 1,0 %. Частка іспаномовних становила 2,2 % від усіх жителів.
За віковим діапазоном населення розподілялося таким чином: 22,5 % — особи молодші 18 років, 62,5 % — особи у віці 18—64 років, 15,0 % — особи у віці 65 років та старші. Медіана віку мешканця становила 42,2 року. На 100 осіб жіночої статі у місті припадало 97,9 чоловіків;  на 100 жінок у віці від 18 років та старших — 96,8 чоловіків також старших 18 років.
Середній дохід на одне домашнє господарство  становив 74 322 долари США (медіана — 62 617), а середній дохід на одну сім'ю — 78 840 доларів (медіана — 66 458). Медіана доходів становила 45 544 долари для чоловіків та 39 016 доларів для жінок. За межею бідності перебувало 5,4 % осіб, у тому числі 3,2 % дітей у віці до 18 років та 4,7 % осіб у віці 65 років та старших.
Цивільне працевлаштоване населення становило 1872 особи. Основні галузі зайнятості: освіта, охорона здоров'я та соціальна допомога — 36,4 %, виробництво — 16,2 %, будівництво — 9,2 %, роздрібна торгівля — 8,5 %.